# استفان کارون
استفان کارون (فرانسوی: Stéphan Caron‎؛ زادهٔ ۱ ژوئیه ۱۹۶۶) شناگر اهل فرانسه بود.
وی در مسابقات کشوری و بین‌المللی در مجموع برندهٔ ۴ مدال طلا، ۶ مدال نقره، ۲ مدال برنز شده‌است.